# Мельникова, Анастасия Владимировна
Анастаси́я Влади́мировна Ме́льникова (урождённая Захтаренко) (род. 15 января 1972, Горький, РСФСР, СССР) — российская телеведущая и журналистка. Наибольшую известность получила, как телеведущая программы «Вести» и «Вести-Москва» на телеканале «РТР».
Член Союза журналистов России (с 1997 года).

## Биография
Анастасия Мельникова родилась 15 января 1972 года в Нижнем Новгороде.
Мать — Надежда Захтаренко (директор городской телерадиостудии). Отец — Владимир Захтаренко (генеральный директор крупной компании).
С детских лет увлекается музыкой, будучи солисткой музыкально-хоровой школы «Жаворонок» объехала с гастролями весь Советский Союз.
В 1991 году окончила Нижегородское музыкальное училище (отделение истории и теории музыки).
В 1996 году окончила Нижегородский лингвистический университет (факультет английского языка).

## Телевидение
С февраля 1994 года работала корреспондентом в Федеральной телекомпании «Нижний Новгород», с августа этого же года — корреспондент, комментатор, а затем ведущая видеоканала «Нижегородский меридиан» городской телерадиостудии.
В 1995 году выиграв конкурс молодых журналистов, уехала на стажировку в США. В течение нескольких месяцев работала в Филадельфии в телекомпании «KYW-3-NBC» и в Норфолке в телекомпании «WAVY-10-ABC». За время работы в США подготовила серию передач об американском телевидении.
В 1997 году на Всероссийском фестивале региональных телекомпаний получила приз «Надежда» и звание «Самая обаятельная телеведущая». Весной этого же года работала корреспондентом программы «Доброе утро» в Нижнем Новгороде на канале «ОРТ».
С октября 1997 по январь 2000 года — ведущая информационной программы «События» на канале «ТВЦ».
С января 2000 по июнь 2005 года — ведущая утренних, дневных и вечерних выпусков программы «Вести» на телеканале «Культура» и «РТР», а с августа 2001 по сентябрь 2004 года — ведущая программы «Вести-Москва».
С сентября 2013 по февраль 2017 года — руководитель и ведущая программы «ТопСеть» на канале «Москва 24». Вела программу совместно с Андреем Литвиновым, бывшим ведущим программы «Вести» на телеканалах «Россия» и «Россия 24».
С 2015 года — обозреватель в РИА Новости (МИА «Россия сегодня»).

## Личная жизнь
Воспитывает дочь Алису (род. 16.05.2001).

## Награды
- В октябре 2001 года вместе с коллегами из программы «Вести-Москва» стала лауреатом премии ТЭФИ.